# Samangraya
Samangraya is een bestuurslaag in het regentschap Cilegon van de provincie Banten, Indonesië. Samangraya telt 8983 inwoners (volkstelling 2010).